# Thaur
Thaur è un comune austriaco di 2 230 abitanti nel distretto di Innsbruck-Land, in Tirolo.